# Teatre romà de Cadis

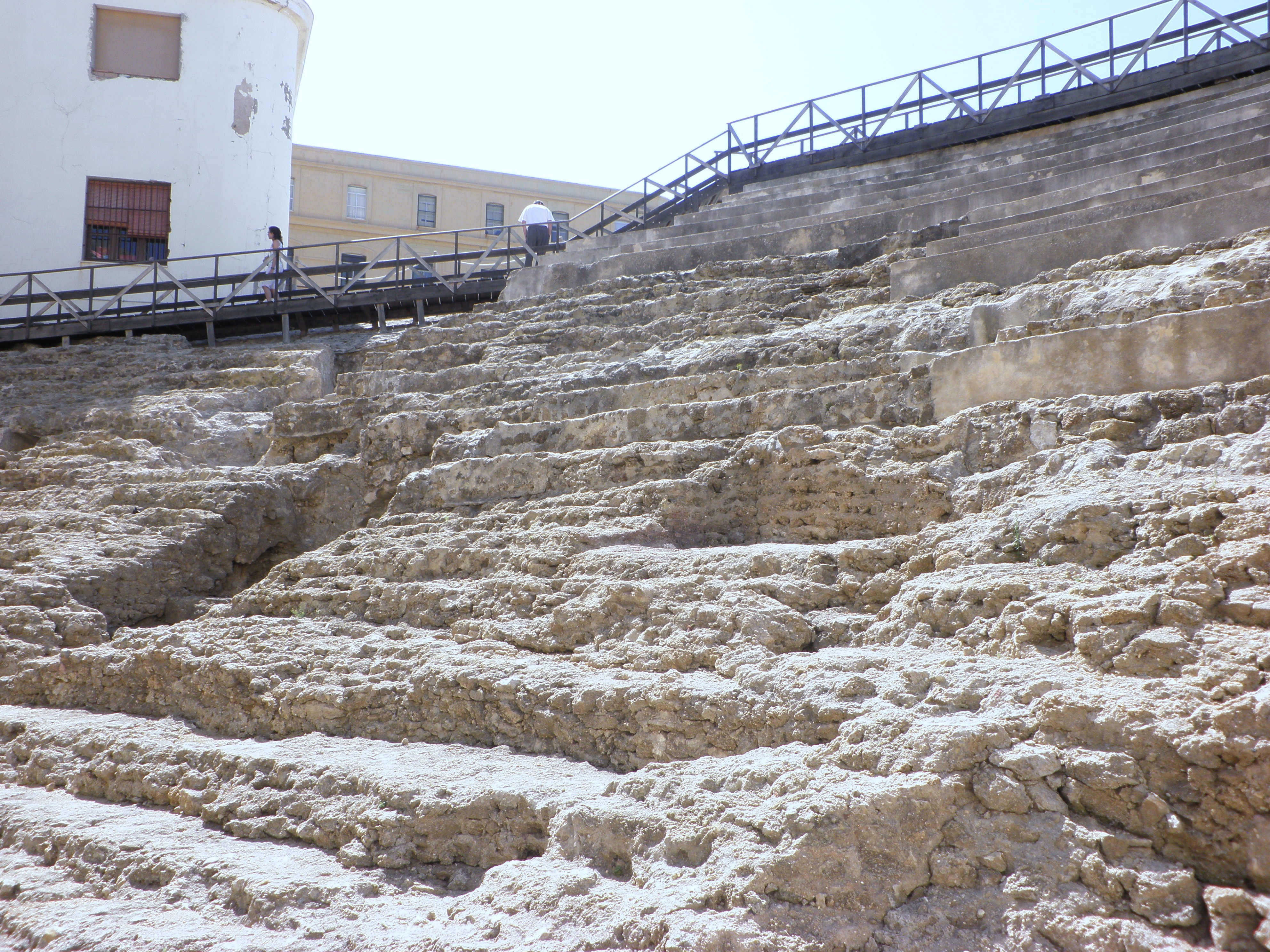
El Teatre romà de Cadis.

El teatre romà de Cadis (Theatrum Balbi) està situat en el barri del Pòpulo, (Gades), l'actual Cadis. Va ser construït per encàrrec de Luci Corneli Balb Menor "el petit", al segle I a C. És un dels més grans del món romà. El diàmetre de la càvea és de 120 m. Va ser trobat el 1980, arran d'un incendi que es va produir en uns magatzems.